# إنسينادا
انسناذا تقع في ولاية باخا كاليفورنيا المكسيكية، ومدينة سياحية ساحلية تطل على المحيط الهادي في شبه جزيرة باخا كاليفورنيا . تقع انسناذا في شمال غرب المكسيك.

## المناخ
يظهر الجدول التالي التغييرات المناخية على مدار السنة لإنسينادا:
| البيانات المناخية لـإنسينادا                              | البيانات المناخية لـإنسينادا | البيانات المناخية لـإنسينادا | البيانات المناخية لـإنسينادا | البيانات المناخية لـإنسينادا | البيانات المناخية لـإنسينادا | البيانات المناخية لـإنسينادا | البيانات المناخية لـإنسينادا | البيانات المناخية لـإنسينادا | البيانات المناخية لـإنسينادا | البيانات المناخية لـإنسينادا | البيانات المناخية لـإنسينادا | البيانات المناخية لـإنسينادا | البيانات المناخية لـإنسينادا |
| الشهر                                                     | يناير                        | فبراير                       | مارس                         | أبريل                        | مايو                         | يونيو                        | يوليو                        | أغسطس                        | سبتمبر                       | أكتوبر                       | نوفمبر                       | ديسمبر                       | المعدل السنوي                |
| --------------------------------------------------------- | ---------------------------- | ---------------------------- | ---------------------------- | ---------------------------- | ---------------------------- | ---------------------------- | ---------------------------- | ---------------------------- | ---------------------------- | ---------------------------- | ---------------------------- | ---------------------------- | ---------------------------- |
| الدرجة القصوى °م (°ف)                                     | 32.0 (89.6)                  | 34.0 (93.2)                  | 38.5 (101.3)                 | 41.0 (105.8)                 | 41.0 (105.8)                 | 43.0 (109.4)                 | 36.0 (96.8)                  | 37.0 (98.6)                  | 43.5 (110.3)                 | 41.5 (106.7)                 | 38.5 (101.3)                 | 36.0 (96.8)                  | 43.5 (110.3)                 |
| متوسط درجة الحرارة الكبرى °م (°ف)                         | 19.7 (67.5)                  | 20.0 (68.0)                  | 20.1 (68.2)                  | 21.0 (69.8)                  | 21.8 (71.2)                  | 23.0 (73.4)                  | 25.2 (77.4)                  | 26.3 (79.3)                  | 26.2 (79.2)                  | 24.5 (76.1)                  | 22.3 (72.1)                  | 20.0 (68.0)                  | 22.5 (72.5)                  |
| المتوسط اليومي °م (°ف)                                    | 13.6 (56.5)                  | 14.0 (57.2)                  | 14.6 (58.3)                  | 15.7 (60.3)                  | 17.2 (63.0)                  | 18.8 (65.8)                  | 20.9 (69.6)                  | 22.0 (71.6)                  | 21.3 (70.3)                  | 18.9 (66.0)                  | 16.1 (61.0)                  | 13.7 (56.7)                  | 17.2 (63.0)                  |
| متوسط درجة الحرارة الصغرى °م (°ف)                         | 7.5 (45.5)                   | 8.0 (46.4)                   | 9.0 (48.2)                   | 10.5 (50.9)                  | 12.6 (54.7)                  | 14.5 (58.1)                  | 16.7 (62.1)                  | 17.7 (63.9)                  | 16.4 (61.5)                  | 13.3 (55.9)                  | 9.9 (49.8)                   | 7.5 (45.5)                   | 12.0 (53.6)                  |
| أدنى درجة حرارة °م (°ف)                                   | −1.6 (29.1)                  | −3.6 (25.5)                  | 0.0 (32.0)                   | −6.0 (21.2)                  | 3.5 (38.3)                   | 2.5 (36.5)                   | 1.0 (33.8)                   | 8.5 (47.3)                   | 6.5 (43.7)                   | 0.8 (33.4)                   | −0.7 (30.7)                  | −3.0 (26.6)                  | −6.0 (21.2)                  |
| الهطول مم (إنش)                                           | 50.1 (1.97)                  | 50.2 (1.98)                  | 50.5 (1.99)                  | 21.0 (0.83)                  | 3.9 (0.15)                   | 1.1 (0.04)                   | 0.8 (0.03)                   | 1.8 (0.07)                   | 4.1 (0.16)                   | 12.2 (0.48)                  | 26.1 (1.03)                  | 36.2 (1.43)                  | 258.0 (10.16)                |
| متوسط أيام هطول الأمطار (≥ 0.1 mm)                        | 6.0                          | 6.0                          | 6.0                          | 3.9                          | 1.5                          | 0.7                          | 0.6                          | 0.6                          | 1.2                          | 1.8                          | 3.4                          | 5.3                          | 37.0                         |
| متوسط الرطوبة النسبية (%)                                 | 80                           | 78                           | 79                           | 81                           | 82                           | 83                           | 83                           | 83                           | 83                           | 82                           | 78                           | 78                           | 81                           |
| المصدر #1: Servicio Meteorologico Nacional                |                              |                              |                              |                              |                              |                              |                              |                              |                              |                              |                              |                              |                              |
| المصدر #2: Colegio de Postgraduados (humidity, 1951–1980) |                              |                              |                              |                              |                              |                              |                              |                              |                              |                              |                              |                              |                              |

## توأمة
لإنسينادا اتفاقيات توأمة مع كل من:
- لا باز
- لاباز
- ريفرسايد
- أوسيانسيدي
- تيخوانا

## أعلام
- نيجل بروس
- أولاف ألفونسو
- ميسايل كاستيلو
- ويليام رايت
- أوليفر أورتيز
- راؤول راميريز